# تياجو ليونسو
تياجو ليونسو (بالفرنسية: Tiago Leonço)‏ مواليد 11 نوفمبر 1992 في البرازيل، هو لاعب كرة قدم برازيلي يلعب كمهاجم.
لعب سابقاً مع نادي الظفرة الإماراتي و نادي خورفكان و نادي معيذر القطري.

## روابط خارجية
- تياجو ليونسو على موقع رابطة كرة القدم اليابانية للمحترفين (اليابانية)
- تياجو ليونسو على موقع قاعدة بيانات كرة القدم.إي يو (الإنجليزية)
- تياجو ليونسو على موقع Soccerway.com (الإنجليزية)
- تياجو ليونسو على موقع عالم كرة القدم.نت (الإنجليزية)